# Marriage Toxin
Marriage Toxin (jap. マリッジトキシン) ist eine Manga-Serie von Autor Jōmyaku und Zeichner Mizuki Yoda, die seit 2022 in Japan erscheint. Die romantische Action-Komödie handelt von einem Giftmörder, der mit Hilfe eines Heiratsschwindlers eine Frau finden will.

## Inhalt
Als einziger Sohn des Jahrhunderte alten Clans der Giftmörder soll Hikaru Gero (下呂 ヒカル) der Familie einen Erben schenken. Doch als gesellschaftlicher Außenseiter, der er in einer solchen Familie von Attentätern ohnehin ist, macht sich der junge Mann wenig Hoffnung, eine Frau kennenzulernen und ist am Heiraten eigentlich auch nicht interessiert. Er geht ganz in seiner Arbeit auf und hat für menschliche Kontakte keine Zeit. Doch wenn er die Familie nicht fortsetzen kann, dann soll seine Schwester Akari zwangsverheiratet werden. Um sie noch zu retten, bittet Gero kurzerhand eines seiner destinierten Mordopfer, ihn zu heiraten. Das stellt sich als Heiratsschwindler Mei Kinosaki (城崎 メイ) im Crossplay heraus. Kinosaki lehnt ab, aber Gero besteht darauf, dass er den sozial unbeholfenen Attentäter trainiert und zu Verabredungen verhilft, damit er endlich ein Mädchen findet.

## Veröffentlichung
Der Manga startete im April 2022 im Online-Magazin Shōnen Jump+ des Verlags Shūeisha. Dieser brachte die Kapitel auch gesammelt in bisher 13 Bänden heraus (Stand Mai 2025). Im selben Jahr wurde die Serie für den Next Manga Award nominiert und landete auf Platz 8 von 50 in der Kategorie für Webmanga.
Eine deutsche Fassung erscheint seit Februar 2024 bei Egmont Manga in bisher neun Bänden (Stand Juni 2025). Die Übersetzung stammt von Gandalf Bartholomäus. Auf Englisch wird die Serie von Viz Media veröffentlicht, auf Italienisch von Edizioni Star Comics und auf Polnisch von Waneko.